# Biskupi Darwin
Lista biskupów i arcybiskupów diecezji Darwin.

## Biskupi ordynariusze
| Ordynariusz                    | Okres urzędowania | Okres urzędowania |
| Ordynariusz                    | Od                | Do                |
| ------------------------------ | ----------------- | ----------------- |
| Joseph Serra y Juliá O.S.B.    | 9 lipca 1847      | 7 sierpnia 1849   |
| Rosendo Salvado O.S.B.         | 9 sierpnia 1849   | 1 sierpnia 1888   |
| Francis Xavier Gsell M.S.C.    | 29 marca 1938     | 10 listopada 1948 |
| John Patrick O'Loughlin M.S.C. | 13 stycznia 1949  | 14 listopada 1985 |
| Edmund Collins M.S.C.          | 28 kwietnia 1986  | 3 lipca 2007      |
| Daniel Hurley                  | 3 lipca 2007      |                   |